# Клиничко-болнички центар Звездара
Клиничко-болнички центар Звездара, званично Клиника за хирургију „Никола Спасић” јавна је болница која се налази у Београду у општини Звездара, а основана је 1935. године.

## Услуге
Болница је подељена у неколико одељења: гинекологију, хирургију, интерну медицину, лабораторије, медицинске услуге, неурологију, офталмологију, отоларингологију, педијатрију, психијатрију, радиологију и хитну медицину.
Неке од ових услуга су подељене. Одељење хирургије чине одељење опште хирургије и одељење урологије. Служба интерне медицине има 9 одељења: ендокринологију, дијабетес и метаболичке поремећаје, геријатрију, центар за мигрену, бубрежне болести и поремећаје метаболизма дијализом, гастроентерологију и хепатологију, пнеумологију, алергологију и имунологију, хематологију и онкологију, дерматологију - венерологија и кардиоваскуларне болести.
Медицинске „услуге“ болнице укључују центар за физикалну медицину и рехабилитацију, одељење за медицинску помоћ са центром за трансфузију крви и одељење за патологију.
Педијатријско одељење смештено је у Дечијој болници Олге Поповић-Дедијер, која се налази у улици Мије Ковачевића 13 у општини Палилула.

## Историјат
Настанак данашњег КБЦ Звездара везује се за датум 1. децембар 1935. године, када је болница отворена свечаним чином, као задужбина добротвора и угледног београдског трговца Николе Спасића. Након отварања предата је грађанству на употребу, а имала је 100 постеља и била прва болница намењена лечењу грађана са ужег градског подручја, познатог као Булбулдер.
Енглеска добротворна фондација „Сју Рајдер” поклонила је 1963. године данашњем Клиничко-болничком центру Зезведара три павиљона са 123 постеље за смештај геријатријских болесника, што је уједно био почетак геронтологије као нове медицинске науке на овом просторима. Од оснивања до почетка Другог светског рата, болница је удвостручила своје капацитете, проширила делокруг рада и уз интернистичка одељења образовала и гинеколошко-акушерско и Диспанзерско-болничко грудно одељење.
Велики допринос развоју КБЦ Звездара имали су проф. др Богдан Косановић, Митар Митровић, Милета Магарашевић, Василије Јовановић, Михајло Андрејевић, Иван Станковић, Чедомир Илић и многи други.
Од 1952. године болница представља наставну базу Медицинског факултета у Београду, а касније и наставну базу Стоматолошког факултета и Високе медицинске школе.
Комисија за стручно усавршавање, Научни одбор и Етички комитет координисали су стручно-научну активност болнице. Од 1995. године у болници се издаје часопис Zvezdara Clinic Proceedings у коме поред лекара КБЦ Звездара, радове објављују и лекари запослени у другим здравственим установама у Србији.
Од оснивања па до данас, болницом су руководили управници-директори:
- Др Синиша Илић, 1936—1944
- Света Димитријевић, 1944.
- Сан. мајор др Заниновић, 1944—1945
- Сан. пуковник др Света Николајевић, 1945.
- Др Душан Јаковљевић, 1945—1946
- Др Иван Херлингер, 1946—1949
- Др Милош Мурић, 1949—1950
- Др Боса Зарић-Анђелковић, 1950—1951
- Др Божа Јовановић, 1951—1952
- Др Живојин Божовић, 1952—1966
- Проф. др Војислав Плећаш, 1966—1990
- Прим. др Бранко Јоксимовић, 1990—2000
- Проф. др Зоран Иванковић, 2001—2009
- Проф. др Александар Милошевић, 2009—2013
- Проф. др Александра Аранђеловић, 2013—2015
- Проф. др Петар Сворцан 2015—